# Нидерландская монархия
Нидерландская монархия  (нидерл. Nederlandse monarchie) — форма управления независимым королевством Нидерландов королём (или королевой) из Оранской династии. Список монархов см. Короли Нидерландов.
Главой Нидерландского государства является монарх, управляющий королевством на основе конституции 1815 года (пересмотренной в 1847, 1887 и 1983 годах). Исполнительная власть находится в руках монарха, который формирует правительство по согласованию с политическими партиями. Законодательная власть принадлежит двухпалатным Генеральным штатам. Наследование престола происходит от умершего или отрёкшегося короля к его старшему ребёнку независимо от пола, то есть как по мужской, так и по женской линиям. Брак наследника престола должен быть утверждён парламентом; принц или принцесса, вступившие в брак без разрешения парламента, лишаются права наследования престола.
Все законы после принятия их Генеральными штатами утверждаются монархом. Монарх также является председателем Государственного совета (Raad van State), состоящего из членов королевской семьи и назначенных монархом государственных деятелей, который участвует в законотворческой деятельности.
Монарх производит все награждения орденами (Орден Нидерландского Льва, Орден Оранских-Нассау и военный орден Виллема).
Королевская семья распоряжается шестью дворцами, в том числе и Королевским дворцом в Амстердаме. Монарх не выплачивает налога на наследство на унаследованное им имущество.
Портреты монарха изображены на нидерландских монетах евро и почтовых марках. День короля является официальным государственным праздником. Оскорбление Величества является уголовным преступлением с максимальным наказанием до пяти лет тюрьмы.

## Официальный титул монарха
Кроме титула Король Нидерландов нидерландский монарх носит следующие титулы:
- Принц Оранский-Нассау
- Маркиз ван Вере и Флиссинген,
- Граф ван Катценельнбоген, Вианден, Диц, Шпигельберг, Бюрен, Лердам и Кулемборг,
- Бургграф ван Антверпен,
- Барон ван Бреда, Диест, Бейлштейн, Граве, Ланд ван Кёйк, Эйсселстейн, Кранендонк, Эйндховен, Лисвелд, Эрсталь, Ваастен, Арлэ, Нозеруа,
- Наследный лорд Амеланда,
- Господин ван Баарн, Безансон, Боркуло, Бредеворт, Бютгенбах, Дасбург, Гертрёйденберг, Хооге и Лаге Звалуве, Клундерт, Лихтенворде, Хет Лоо, Монтфорт, Налдвейк, Ниерварт, Поланен, Штеенберген, Синт-Мартенсдёйк, Сен-Вит, Суст, Тер Эем, Тюрнхаут, Виллемстад, Зевенберген

Нынешний король Виллем-Александр помимо этого носит ещё свой родовой дворянский титул Йонкхеер ван Амсберг (нидерл. Jonkheer van Amsberg).

## Регалии Королевства Нидерландов
Правители всех государств всегда стремились к удержанию власть, а также к приданию символам власти материальной значимости. Регалии Королевства Нидерландов выставляются в Новой Кирхе в Амстердаме во время вступления нового монарха на престол. На сегодняшний день комплект регалий Королевства Нидерландов состоит: Корона Нидерландов, Скипетр, Держава, Меч Государства, Гонфалон Государства.